# Бисмарк (Алтмарк)
Бисмарк (њем. Bismark) град је у њемачкој савезној држави Саксонија-Анхалт. Једно је од 26 општинских средишта округа Штендал. Према процјени из 2010. у граду је живјело 8.976 становника. Посједује регионалну шифру (AGS) 15090070.

## Географски и демографски подаци
Бисмарк се налази у савезној држави Саксонија-Анхалт у округу Штендал. Град се налази на надморској висини од 55 метара. Површина општине износи 274,3 km².

## Становништво
У самом граду је, према процјени из 2010. године, живјело 8.976 становника. Просјечна густина становништва износи 33 становника/km².